# 垣花隆夫
垣花 隆夫（かきのはな たかお、1947年4月13日 - ）は、日本の実業家。元株式会社沖縄銀行代表取締役専務、常勤監査役、元株式会社沖創建設代表取締役社長、元代表取締役会長。

## 人物・経歴
1947年4月13日沖縄県宮古島市生まれ。1971年3月千葉商科大学商経学部卒業。同年4月株式会社沖縄銀行入行。1989年4月内間支店長、1998年7月審査第二部長、2000年7月取締役委嘱経営監査部長、2002年 6月常務取締役、2004年6月専務取締役、2006年6月代表取締役専務就任を経て常勤監査役。2011年5月常勤監査役退任。元株式会社沖創建設代表取締役社長、元代表取締役会長。